# Кам'янка (Бериславський район)
Ка́м'янка — село в Україні, у Кочубеївській сільській територіальній громаді Бериславського району Херсонської області. Населення становить 91 особу.
Село розташоване на межі трьох областей Херсонської, Дніпропетровської та Миколаївської. 

## Історія
12 червня 2020 року, відповідно до Розпорядження Кабінету Міністрів України від № 726-р «Про визначення адміністративних центрів та затвердження територій територіальних громад Херсонської області», увійшло до складу Кочубеївської сільської громади.
19 липня 2020 року, в результаті адміністративно-територіальної реформи та ліквідації   Високопільського району.увійшло до складу Бериславського району.

### Російсько-українська війна
На початку березня 2022 року село окупували російські війська. 31 березня 2022 року ЗСУ звільнили село від російської окупації.

## Населення
Згідно з переписом УРСР 1989 року чисельність наявного населення села становила 117 осіб, з яких 50 чоловіків та 67 жінок.
За переписом населення України 2001 року в селі мешкала 91 особа.

### Мовний склад
Рідна мова населення за даними перепису 2001 року:
| Мова       | Чисельність, осіб | Доля     |
| ---------- | ----------------- | -------- |
| Українська | 84                | 92,31 %  |
| Російська  | 7                 | 7,69 %   |
| Разом      | 91                | 100,00 % |